# Felspartie im Harz
Felspartie im Harz (Rochers dans le Harz) est un tableau du peintre allemand Caspar David Friedrich, réalisé en 1811. Il fait partie de la collection de la Galerie Neue Meister à Dresde en Allemagne.